# لنگه بیز (مشگین‌شهر)
لنگه بیز یک روستای گردشگری در ایران است که در دهستان ارشق مرکزی و در نوار مرزی ایران وآذربایجان واقع گردیده‌است.«لنگه» در فرهنگ ادبیات ترکی به معنای عدالت و«بیز» در لغتنامه ترکی آذری به درفش معنا شده است که معنای «لنگه بیز» در ادبیات ترکی یعنی درفش عدالت. 
روستای لنگه بیز ۳۸۲ نفر جمعیت و ۴۳ خانوار دارد.
این روستا از نظر مساحت جغرافیایی دارای ۶۵٫۰۸ کیلومتر مربع و در وسعت هکتاری دارای ۶٬۵۰۸٫۲۶ هکتار خاک و با احتساب اندازه گیری یارد ۷۷٬۸۳۸٬۰۷۲ یارد مربع ، وسعت‌ ارضی را دارا می‌باشد.

این دهکده گردشگری به دلیل وجود مناظر طبیعی زیبا و منحصر به فرد ، همچون قلعه‌های سنگی ، آبشارهای دل‌انگیز، چشمه های زلال و زیبا و خصوصاً ییلاق چشم نواز منطقه ارشق که بیشتر به گیاهان دارویی‌اش شهرت یافته ، سالانه هزاران گردشگر را از مناطق مختلف کشور میزبانی میکند.

روستای «لنگه‌بیز» از نظر ژئوپولیتیکی و یافته های نقشه های توپوگرافی در میان روستاهای استان اردبیل ، یکی از وسیع‌ترین روستاهایی میباشد که دارای بیشترین مساحت جغرافیایی است.
و از نظر باستان شناسی این منطقه قدمت تاریخی بالایی داشته و یکی از مناطق تاریخ کهن مردمان آذربایجان ایران محسوب میگردد که قدمت آن به دوران سلطنت سلجوقیان برمیگردد به همین دلیل این منطقه دارای آثار تاریخی بکر همانند :قلعه‌های‌سنگی تراش‌یافته متعددی میباشد.

این روستا در جریان حمله روسها به ایران جزو مناطق اشغال شده بوده و سالها تحت سیطره روسها قرار گرفته و در جنگ روسها در بطن درگیری‌ها قرار داشته و نیز روستای لنگه بیز  دارای شهدایی به نام‌های خداکریم نوری،محمدرضا همتی،حضرتقلی فرهادی و ۱ مفقودالاثر به نام صمد ایمانی در جنگ بین ایران و عراق را داشته است.